# Philippe Gaydoul
Philippe Gaydoul (* 11. Januar 1972 in Zürich) ist ein Schweizer Unternehmer.

## Biografie

### Ausbildung und Aufstieg
Philippe Gaydoul absolvierte eine kaufmännische Lehre bei Denner, dem Unternehmen seines Grossvaters mütterlicherseits Karl Schweri. Von 1996 bis 1998 besuchte er berufsbegleitend mehrere Management-Seminare an der Universität St. Gallen und stieg zum Verkaufsleiter auf. 1998 wurde er Geschäftsführer und Verwaltungsratsdelegierter der Denner AG. 2001 übertrug ihm Karl Schweri das Präsidium der sich damals im Familienbesitz befindlichen Denner-Muttergesellschaft Rast Holding.
Die Rast Holding bestand aus den drei Profit-Centern Denner AG, Waro AG und Franz Carl Weber AG. Im Juni 2003 übernahm die Gaydoul Holding die Aktienmehrheit der Rast Holding. Im September 2006 wurde die Spielwarengruppe Franz Carl Weber (FCW) an die französische Ludendo SA verkauft. Die Rast Holding SA verkaufte die Waro AG per 1. Januar 2003 an Coop. Anfang 2008 wurde die Rast AG zur Gaydoul Group umfirmiert.
Am 12. Januar 2007 verkaufte Gaydoul seine Aktienmehrheit bei der Denner AG an die Migros. Er blieb bis Ende 2009 CEO von Denner. Sein Verwaltungsratsmandat behielt er weiter bis im März 2012. Daneben leitet er nach wie vor die Gaydoul Group.
Im Juli 2021 wurde er Mitglied des Verwaltungsrates der Magazine zum Globus.

### Investor
Gaydoul stieg im Juli 2008 mit einer 90%igen Beteiligung beim Modeunternehmen Navyboot ein. Im Oktober 2009 erfolgte die Übernahme der Schweizer Strumpfmodenkette Fogal. Es folgten Mehrheitsbeteiligungen am Schweizer Modelabel Jet Set und dem Uhrenhersteller Hanhart im Oktober 2010. Hanhart wurde im Februar 2014 an die GCI Management Consulting München devestiert und das Unternehmen Fogal im November 2015 an die Lahco of Switzerland verkauft. Er ist Minderheitsaktionär bei der Autoschmiede Ares.
Gaydoul ist unter anderem an der im Januar 2011 ins Leben gerufenen Neuen Helvetischen Bank beteiligt. Mit einer Beteiligung von 9,5 Prozent ist er zweitgrösster Aktionär.

### Weitere Aktivitäten
Zusammen mit seiner Mutter Denise Gaydoul gründete er im Mai 2008 die Fondation Gaydoul. Diese Stiftung unterstützt gemeinnützige Projekte und Werke in der Schweiz, die sich der Erforschung, dem Vorbeugen, der Diagnose, der Behandlung und Heilung von körperlichen oder geistigen Krankheiten von Kindern widmen. Die Stiftung wurde mit einem zweistelligen Millionenbetrag ausgestattet.
Seit Juli 2010 ist Gaydoul Teilhaber der Lailaps Picture GmbH, der Filmproduktion des Schweizer Schauspielers Anatole Taubman.
2006 initiierte er die Interessensgemeinschaft Detailhandel Schweiz (IG DHS). Ihr gehören die Unternehmen Denner, Coop, Migros, Charles Vögele und die Valora an. Von 2006 bis 2009 war Gaydoul Präsident der IG DHS. 
Gemeinsam mit zwei Partnern kaufte er 2011 den Kursaal Arosa, um «einen langfristigen touristischen Mehrwert für den Ort» zu schaffen. Die Beteiligung am Kursaal Arosa wurde im Oktober 2015 abgegeben.
Von Juni 2009 bis September 2012 war Gaydoul Präsident des Schweizerischen Eishockeyverbandes, der inzwischen in Swiss Ice Hockey Federation (SIHF) umbenannt wurde. Im Sommer 2012 wurde er Mehrheitsaktionär der EHC Kloten AG. Aufgrund dieses Engagements gab er seinen Rücktritt als SIHF-Präsident bekannt, um Interessenskonflikte zwischen seinen Tätigkeiten auf Vereins- und Verbandsebene zu vermeiden. Die Mehrheitsbeteiligung an den Kloten Flyers wurde im April 2015 an die kanadische Avenir Sports Entertainment LLC abgetreten.

## Verschiedenes
2011 wurde Gaydoul am Arosa Humor-Festival mit einem Jurypreis ausgezeichnet. Er ist geschieden und Vater eines erwachsenen Sohnes. Er war ab 2012 für mehrere Jahre mit der Unternehmerin und Journalistin Christine Maier liiert.

## Dokumentationen
- Andreas Schaffner: Philippe Gaydoul – Vom Hörnliverkäufer zum Luxus-Unternehmer. Video in: Reporter vom 15. April 2012 (22 Minuten)